# Gopalpur (upazila)
Gopalpur (en bengali : গোপালপুর) est une upazila du Bangladesh dans le district de Tangail. En 2011, on y dénombrait 252 331 habitants.